# Marion Lay
Marion Beverly Lay OBC (* 26. November 1948 in Vancouver, British Columbia) ist eine kanadische Freistil-Schwimmerin.

## Leben
Bei den Commonwealth Games 1966 in Kingston gewann sie die Goldmedaille auf der 100-Meter-Strecke im Freistil sowie die Goldmedaille auf der 400-Meter-Strecke mit der Staffel sowie die Silbermedaille auf der 400-Meter-Strrecke im Lagenschwimmen.
1967 nahm sie an den Panamerikanischen Spielen teil, wo sie als Einzelschwimmerin auf der 100-Meter- und 200-Meter-Strecke antrat und die Silbermedaille gewann. In der Staffel schwamm sie auf der 400-Meter-Strecke im Freistil und gewann mit der Mannschaft die Silbermedaille. Ebenso gewann sie mit der Mannschaft im Lagenschwimmen auf der 400-Meter-Strecke die Silbermedaille bei den Panamerikanischen Spielen in Winnipeg.
Lay nahm an den Olympischen Sommerspielen 1968 in Mexiko-Stadt teil, wo sie in der Staffel auf der 100-Meter-Freistil mitschwamm und mit der Mannschaft (Angela Coughlan, Marilyn Corson, Marion Lay und Elaine Tanner) die Bronzemedaille gewann.
Nach dem Ender ihrer sportlichen Karriere war sie bis 1973 Sportkommentatorin beim kanadischen Fernsehsender CBS. Lay ist außerordentlicher Professor an der School of Human Kinetics an der University of British Columbia. Als Trainerin für Schwimmerinnen hatte sie Positionen am California State Polytechnic College in Pomona, der California State University in Hayward, der University of Western Ontario und dem Ottawa Kingfish Swim Club inne. Sie ist Gründerin der Organisation Canadian Association for the Advancement of Women and Sport and Physical Activity. Sie war Mitorganisatorin von Kanadas erster Frauen- und Sportkonferenz im Jahr 1974 und Mitglied des Lenkungsausschusses für die 1. Weltkonferenz für Frauen und Sport, die die Deklaration von Brighton ausarbeitete.
Lay ist mit der kanadischen Ärztin Penny Ballem verheiratet.

## Auszeichnungen und Preise (Auswahl)
- 1995. Bryce Taylor Memorial Award für herausragende Beiträge zum kanadischen Sport
- 2001: Frauen- und Sporttrophäe des Internationalen Olympischen Komitees für Amerika
- 2001: Leadership in Sports Award bei den Canadian Sport Awards
- 2002: Carol Anne Letheren International Sport Leadership Award
- 2002: CAAWS Women in Sport Herstorical Award (heute: Marion Lay Herstorical Award)
- 2002: Trägerin der Queen Elizabeth II Golden Jubilee Medal
- 2012: Orden von British Columbia
- 2012: Trägerin der Queen Elizabeth II Diamond Jubilee Medal
- Aufnahme in Kanadas Sports Hall of Fame